# Landfrieden
Ein Landfrieden (oder: Landfriede; lateinisch constitutio pacis, pax instituta, auch pax jurata) war im mittelalterlichen Recht der vertragsmäßige Verzicht der Machtträger bestimmter Landschaften auf die Anwendung von (eigentlich legitimer) Gewalt zur Durchsetzung eigener Rechtsansprüche. Dies betraf vor allem das Recht der Fehdeführung.

## Inhalt
Landfriedenseinigungen bildeten die politische Grundlage für die Verwirklichung des Rechts ohne den privaten Rückgriff auf Gewalt. Sie regelten oft auch die Gerichtshoheit und ermöglichten damit die Beilegung von Streitigkeiten durch an allgemeinen Regeln ausgerichtete Beschlüsse. Verstöße oder Gefährdungen des öffentlichen Friedens wurden mit peinlicher Strafe bedroht. So konnten Gegenstände oder Gebäude, z. B. Kirchen, Wohnhäuser, Mühlen, Ackergeräte, Brücken, aber vor allem die Reichsstraßen und Personen (Geistliche, Pilger, Kaufleute, Frauen, auch Bauern, Jäger und Fischer in Ausübung ihres Berufes) unter Schutz gestellt werden. Die Landfrieden schufen eine Art Standrecht und Sondergerichte, die Landfriedensgerichte.
Vom Landfrieden unter Schutz gestellte Tage wurden gebundene Tage genannt.

## Entwicklung
Die Landfriedensbewegung erstrebte seit dem 11. Jahrhundert die Fortsetzung der Gottesfrieden. Geschaffen wurde der erste Reichslandfriede von Heinrich IV. als sogenannter Erster Mainzer Reichslandfriede im Jahre 1103, nachdem er bereits 1085 den Mainzer Gottesfrieden der Kirche verkündet hatte. 1152 verkündete Friedrich I. (Barbarossa) den Großen Reichslandfrieden, der auf das ganze Reich ausgedehnt wurde. Es handelte sich dabei um einen Akt der Satzung und stellte ein zeitlich begrenztes Herrschaftsbündnis dar.
Die beiden bedeutendsten Reichslandfrieden (1235 und 1495) waren bereits gesetzesähnliche Erlasse und hatten weniger Bündnischarakter. Den Reichslandfrieden im Jahre 1235 verkündete Friedrich II. (Mainzer Landfrieden). Erstmals wurde ein Reichslandfrieden zweisprachig, also sowohl in lateinischer als auch in deutscher Sprache abgefasst. Es handelte sich um einen Verfassungsakt, der Geltung im ganzen Reich erhielt. Seinen Abschluss fand der Reichslandfriede im Ewigen Landfrieden von 1495, mit dem für das Heilige Römische Reich ein unbefristeter Landfriede konstituiert wurde.
Adäquat der zuvor beschriebenen Reichslandfrieden entstanden ab dem 13. Jahrhundert und mit Schwerpunkt im 14. Jahrhundert zahlreiche territoriale, regionale und lokale Landfriedensbündnisse, deren Rechtsgrundlagen entsprechend den geltenden Reichsgesetzen jeweils an die örtlichen Gegebenheiten angepasst wurden. Vertragspartner waren je nach Konstellation die reichsstädtischen Bürgermeister, Landesherren und auch Fürstbischöfe. Zu den bekanntesten Landfriedensbündnissen zählen unter anderem:
- die zahlreichen Städtebünde zwischen 1246 und 1488
- Der Pingsheimer Landfriedensbund von 1279
- Der Wankumer Landfriede von 1279
- Das Rostocker Landfriedensbündnis von 1283
- Die Westfälischen Landfriedensbündnisse von 1298, 1358,[2] 1371[3], 1387[4] und 1392[5]
- Das Landfriedensbündnis der Sieben Seelande (Upstalsboomgesetze) von 1323
- Der (Kaisers)Lauterer Landfriede von 1333[6]
- Das Thüringer Landfriedensbündnis von 1338
- Der Landfriede für Franken von 1349[7]
- Das Landfriedensbündnis Maas-Rhein von 1351
- Das Magdeburger Landfriedensbündnis von 1363
- Der Landfrieden von Eger von 1376
- Der Landfriedensbund von Böhmen von 1440
- Der Kapeller Landfriede von 1531
- Der Landsberger Bund von 1556

## Moderne Erscheinungsformen
Bis heute ist Landfriedensbruch ein Straftatbestand in Deutschland (§ 125 StGB), Österreich (§ 274 StGB) und der Schweiz (Art. 260 StGB). Die Wahrung des Landfriedens – das Verbot von Faustrecht und Selbstjustiz – ist in der Form des staatlichen Gewaltmonopols Basis jeder modernen Rechtsordnung.